# Aces High
『Aces High』（エイセス・ハイ、略称AH）は、米国のHiTech Creations, Inc.（略称HTC）が開発・運営している有料MMO（[Massively Multiplayer Online]）タイプのコンバット・フライトシミュレータである。
プラットフォームはWindows PCで、公式にはWindows 7、2000、XP、Vistaで動作する（LinuxやマッキントッシュでのWindowsエミュレータによる動作についても公式フォーラムで言及されている。）。
第二次世界大戦時に活躍した6か国（イギリス、アメリカ合衆国、ソビエト連邦、イタリア、ドイツ第三帝国、大日本帝国）81機種の軍用機、4カ国（イギリス、アメリカ合衆国、ソビエト連邦、ドイツ第三帝国）15車種の軍用車輛、魚雷艇1種 、第一次世界大戦時に活躍した複葉機4機種(バージョン 2.21 現在) を操縦しオンラインで対戦を行うことが出来る（その他艦隊や基地の主砲、対空砲等も一部操作可能）。

## 概要
フロントエンドは公式ホームページから無料でダウンロードできる。月額料金は$14.95の固定料金制（2週間のお試し期間あり）
ボイス・チャットが標準で利用可能である。

同梱ツールとして、スキン・ビューワとフィルム・エディタが、別ツールとして、テレイン・エディタとウェザー・エディタが用意されている。ユーザーがスキンを作成することも可能であるが、オンラインでの利用はHTCが許可したもののみである。
サーバに用意されているアリーナは、ヒストリカル・アリーナ、トレーニング・アリーナ、イベント・アリーナなどがあるが、最も盛況なのはメイン・アリーナである。原則として24時間いつでも参加が可能である。最も盛況なのは米国の夜間帯であるが、日本時間の夜もオーストラリア、ニュージーランド、台湾、韓国などから多くのプレイヤーが集まる。
メイン・アリーナは3つの時代に分けられている。年代順にそれぞれEarly War Arena、Middle War Arena、Late War Arenaと名付けられている。
Late War Arenaでは全ての機体が使用可能であり、スピットファイア Mk.Iとスピットファイア Mk.XIVが互いに戦うといったシチュエーションもあり得る。
各機体の特性も細かく再現されており（一部デフォルメされている部分はあるものの）、コンバットフライトシミュレータとしては、市販のソフトと比較しても遜色ないものとなっている。武装についても、プレイヤーの好みや戦況に応じて20mm機関砲か30mm機関砲にするか、ガンポッドを搭載するか、ドロップタンクを搭載するか等実機に基づいた装備が可能となっている。

同じ20mm機関砲でもエリコン製とイスパノスイザ製とでは発射速度、初速、威力等が異なるなど、細かく設定されている。
アリーナ内では3カ国（ビショップ（BISHOP）、ナイト（KNIGHT）、ルーク（ROOK））が三つ巴となって戦っており、ログオンしたプレイヤーはいずれかの国に所属して、他国の基地を占領していくゲームである。
基地占領の基本的な手順は、基地に付随している町を破壊し、町中にあるマップルームに10人の歩兵を突入させることで占領完了となる。この過程において、爆撃機、攻撃機による町や基地の破壊、戦闘機による護衛、CAP、敵戦闘機からの迎撃等の各種軍事活動から戦闘が発生する。主として航空機による戦闘を売りとしているものの、地形によっては戦車戦や艦隊戦も発生する。

画面に現れる航空機、戦車、爆撃機、輸送機等は全て世界中から集まったプレイヤーが操作するものであり、多いときには一つのアリーナに300人を超えるプレイヤーが集まる。アメリカ、日本はもとより、ドイツ、イギリス、フィンランド、ブラジル、台湾、韓国等世界中からプレイヤーが集まっている。

## 占領システム
初期にはWarBirdsのように基地の対空砲を全滅させた後、歩兵（空挺兵）を基地のマップルームに突入させることで占領が可能であった。現バージョンにおける基地の占領は、基地近傍の町を完全に破壊した後に町にあるマップルームに歩兵（空挺兵）を突入させることで占領できるようになっている。
地上車輛基地については、従来通り基地の対空砲を全滅させて、歩兵（空挺兵）の突入により占領する。

## 動作環境
公式ホームページによる動作環境は以下のとおり。
- CPU：Celeron 1.8GHz以上
- メモリ：512MB以上
- ビデオカード：DirectX 9対応ハードウェア3Dアクセラレータ付きビデオカード グラフィック・メモリー64MB以上

となっている。
グラフィックを細かく設定できるため、最近の3Dゲームとしては、比較的低スペックのPCでも動作可能である。
しかしながら、OSに日本語Windowsを使用する場合は、更にハイスペックなPCが必要になると思われる。

## 歴史
商用MMOの元祖であるケスマイのAir WarriorプレイヤーであったHitechは、Air Warriorのフライトモデルに不満を抱き、Confirmed Kill（後のWarBirds）を完成させる。
Confirmed Killは開発途中でライセンス等の問題から、WarBirdsとしてサービスを開始するが、親会社の混乱などから、HitechはPyroらと共に新たなMMOフライトシミュレーションゲーム、Aces Highを完成させる。1999年にHTCを起業、同年オープン・ベータが開始された。2000年2月頃にはバージョン1がリリースされ正式サービスが開始（英語版Wikipediaによれば2000年5月8日）された。2004年6月にリリースされたバージョン2以降はグラフィック・モデルも一新され、名称もAces HighIIとされた。2009年4月27日が10周年となっている。バージョン2.18からは、第一次大戦で活躍した複葉機が使えるようになり、WWIアリーナが追加された。
WarBirds、Aces Highともに、自由な空戦を売りにしており、Air Warriorとの類似性がみられる。実際Air WarriorやWarBirdsから流れてきている古くからのプレイヤーが多い。Air Warrior 、WarBirds、Aces Highは基本的に陣営による機体の制限を設けていないため、プレイヤーの技術を競うゲームとなっている。

## 登場機種
新機種の採用にHTCがユーザー・アンケートを採ることがある。

### 第二次世界大戦軍用機

#### イギリス
- 戦闘機 / 攻撃機
  - ハリケーン Mk.I / Mk.IIC / Mk.IID
  - タイフーン Mk.I
  - テンペスト Mk.V
  - スピットファイア Mk.I / Mk.V / Mk.VIII / Mk.IX / Mk.XVI / Mk.XIV
  - シーファイア Mk.II
  - モスキート Mk.VI
- 爆撃機
  - ランカスター Mk.III
  - モスキート Mk.XVII
  - ボストン Mk.III

#### アメリカ合衆国
- 戦闘機 / 攻撃機
  - ブリュースターBW239
  - F4F-4 / FM-2
  - F4U -1 / -1A / -1C / -1D / -4
  - F6F-5
  - P-38 G型 / J型 / L型
  - P-39 D型 / Q型
  - P-40 B型 / E型
  - P-47 D-11 / D-25 / D-40 / N
  - P-51 B / D
  - A-20G
- 爆撃機
  - B-17G
  - B-24J
  - B-25B/C/H
  - B-26B
  - SBD-5
  - TBM-3
- 輸送機
  - C-47A

#### ソビエト連邦
- 戦闘機 / 攻撃機
  - I-16
  - La-5FN
  - La-7
  - Yak-9 U型 / T型
  - Il-2 Type3

#### イタリア
- 戦闘機
  - C202
  - C205

#### ドイツ第三帝国
- 戦闘機 / 攻撃機
  - Bf 109 E-4 / F-4 / G-2 / G-6 / G-14 / K-4
  - Bf 110 C-4b / G-2
  - Fw 190 A-5 / A-8 / F-8 / D-9
  - Ta 152H
  - Me 262 (ジェット機)
  - Me 163 (ロケット機)
  - Ju 87D-3
- 爆撃機
  - Ju 88A-4
  - Ar234 (ジェット機)

#### 大日本帝国
- 戦闘機 / 攻撃機
  - 零式艦上戦闘機 二一型 (A6M2) / 五二乙型 (A6M5b)
  - 紫電二一型  (紫電改) (N1K2-J)
  - 三式戦闘機「飛燕」 一型 (キ-61-I改)
  - 四式戦闘機「疾風」 一型甲 (キ-84-Ia)
- 爆撃機
  - 九九式艦上爆撃機 一一型 (D3A1)
  - 九七式三号艦上攻撃機 (B5N2)
  - 四式重爆撃機「飛龍」 (キ-67)

### 軍用車輛

#### イギリス
- 戦車
  - ファイアフライ

#### アメリカ合衆国
- 戦車
  - M4A3(75)
  - M4A3(76)W
- 装甲車
  - M-8
  - LVT(A)4（水陸両用）
- 兵員輸送車輛
  - M-3
  - ジープ
  - LVT(A)2（水陸両用）
- 自走式対空砲
  - M-16

#### ドイツ第三帝国
- 戦車
  - IV号戦車H型
  - ティーガーI
- 対空戦車
  - オストヴィント
  - ヴィルベルヴィント
- 装甲兵員輸送車
  - Sd Kfz 251

#### ソビエト連邦
- - T-34/76
  - T-34/85

### 魚雷艇
- - Elco 80' PTボート

### 隠し機体
- - RV-8（ドットコマンド.showrvでオフラインでのみ使用可能）

### 第一次大戦軍用機
- - ソッピース キャメル
  - RAF S.E.5
  - フォッカー Dr.I
  - フォッカーD.VII

この他に、指示のみ可能な空母機動部隊、巡洋艦や空母に搭載されている主砲、対空砲、基地に設置されている37mm対空砲が使用可能である。

## チャット
Aces HighIIにはボイス・チャットが標準で利用できるようになっている。従来の文字ベースのチャットも利用可能である。ただ、チャットでは日本語が利用できないため、英語での会話が基本となる。日本人同士で話す場合はローマ字で会話をすることも見られる。以前はローマ字はマナー違反とされていたが、現在はそれほどやかましく言われることは無くなったようである。

## 問題点
- 先にも述べたように、Air WarriorやWarBirdsの頃から長期間プレイしているベテランプレイヤーが多いため、初心者が慣れる前に負け続けたり、難しいと感じて新規プレイヤーが定着し難い状況になっている。
- 多人数が参加するMMOであるため、あまりにも多くのプレイヤーが狭い空間に密集した場合、表示を割愛する。このため、アリーナ全体の人数がイコール同時に対戦できる人数ではない。
- 陣営毎の機種に制限が無いため、第二次大戦の再現を求めるプレイヤーからは忌避される傾向がある。
- 以前はCM（ゲーム・マスターのようなものでイベントの立案・開催などができる）に日本人もいたが、現在は活動していないため、日本人向けのイベントが行われていない。
- 一部のアメリカ人から日本人のラグを指摘することがあるが、日本以外もアジアから参加しているプレイヤー、欧州のプレイヤーも同様の状況であり、アメリカのサーバーを経由している以上プレイヤーではどうにもならない問題である。
- 課金はクレジットカードのみであるため、未成年にはハードルが高く、平均年齢を上げている。